# 中国工商银行
中国工商银行股份有限公司（英語：Industrial and Commercial Bank of China Limited，缩写：ICBC），简称工商银行、工行，成立于1984年1月1日，是中国大陸五大国有商业银行之一，总部设在北京市，由中國人民銀行的工商信贷和储蓄业务分離而設立，為中國大陸最大的銀行。
工商银行在2015年被認定为是全世界市值最高的银行。2018年底总资产超过27兆人民币，个人金融资产达12兆人民币。2017年工行的市值為全球第三，握有近23兆美元的总资产。2018年，在全球权威杂志英国《银行家》（The Banker）杂志公布“2018年全球银行1000强”榜单中稳居全球第一，一级资本为3240亿美元。

## 歷史

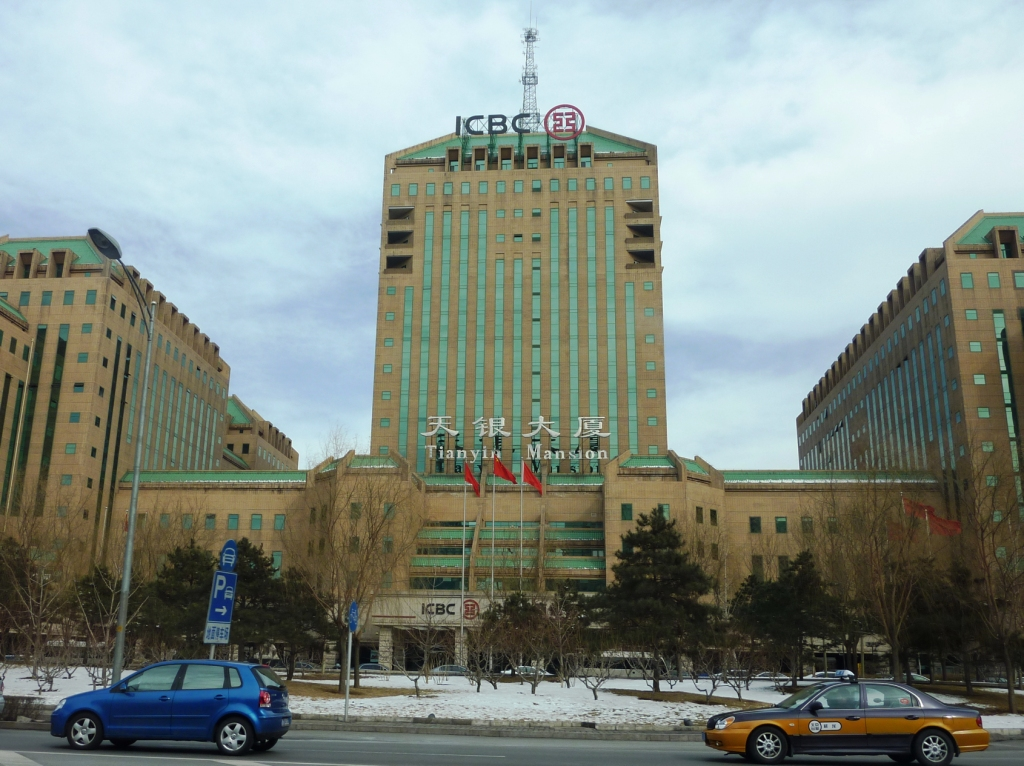
中国工商银行北京市分行

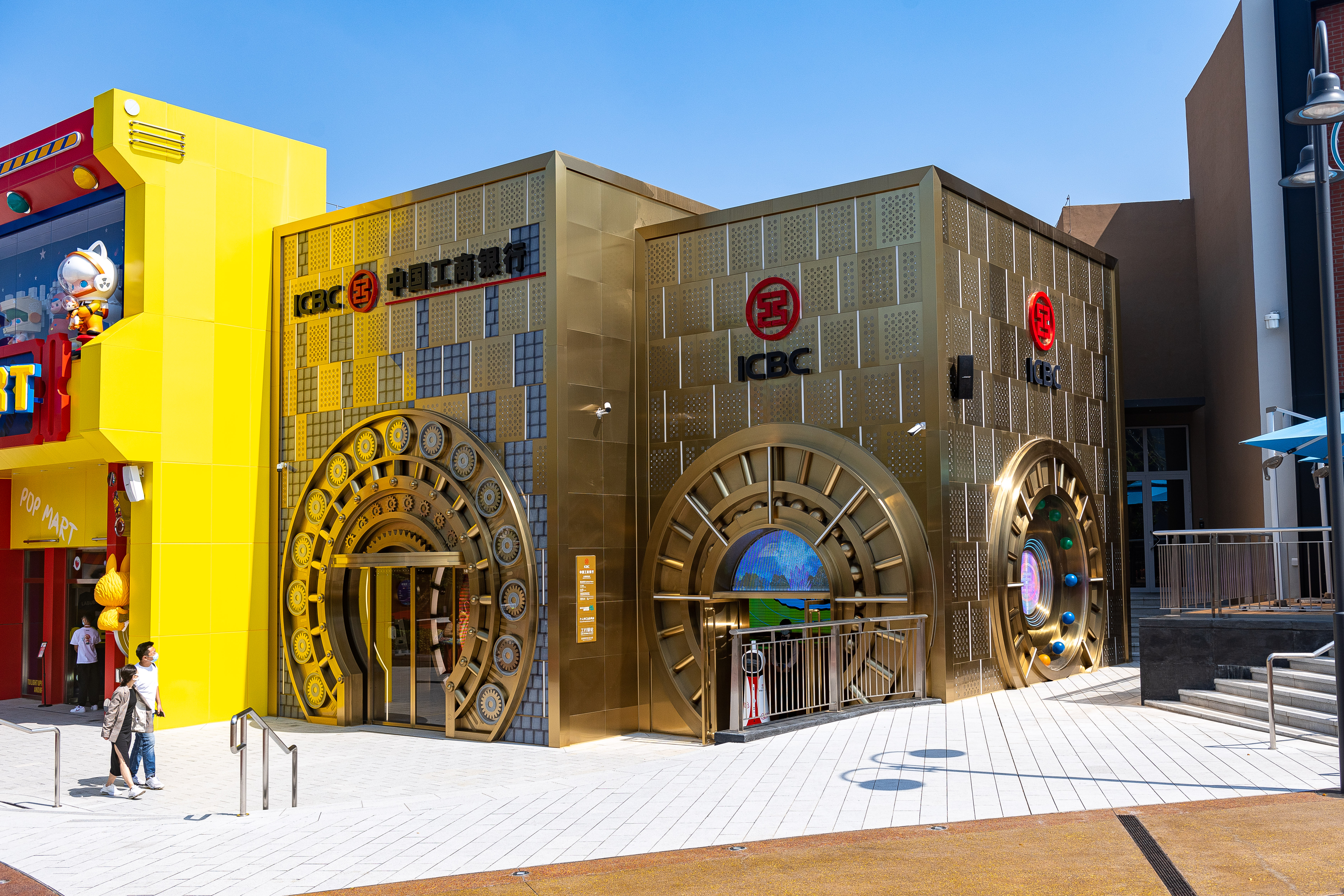
位于北京环球度假区的中国工商银行北京环球大道支行

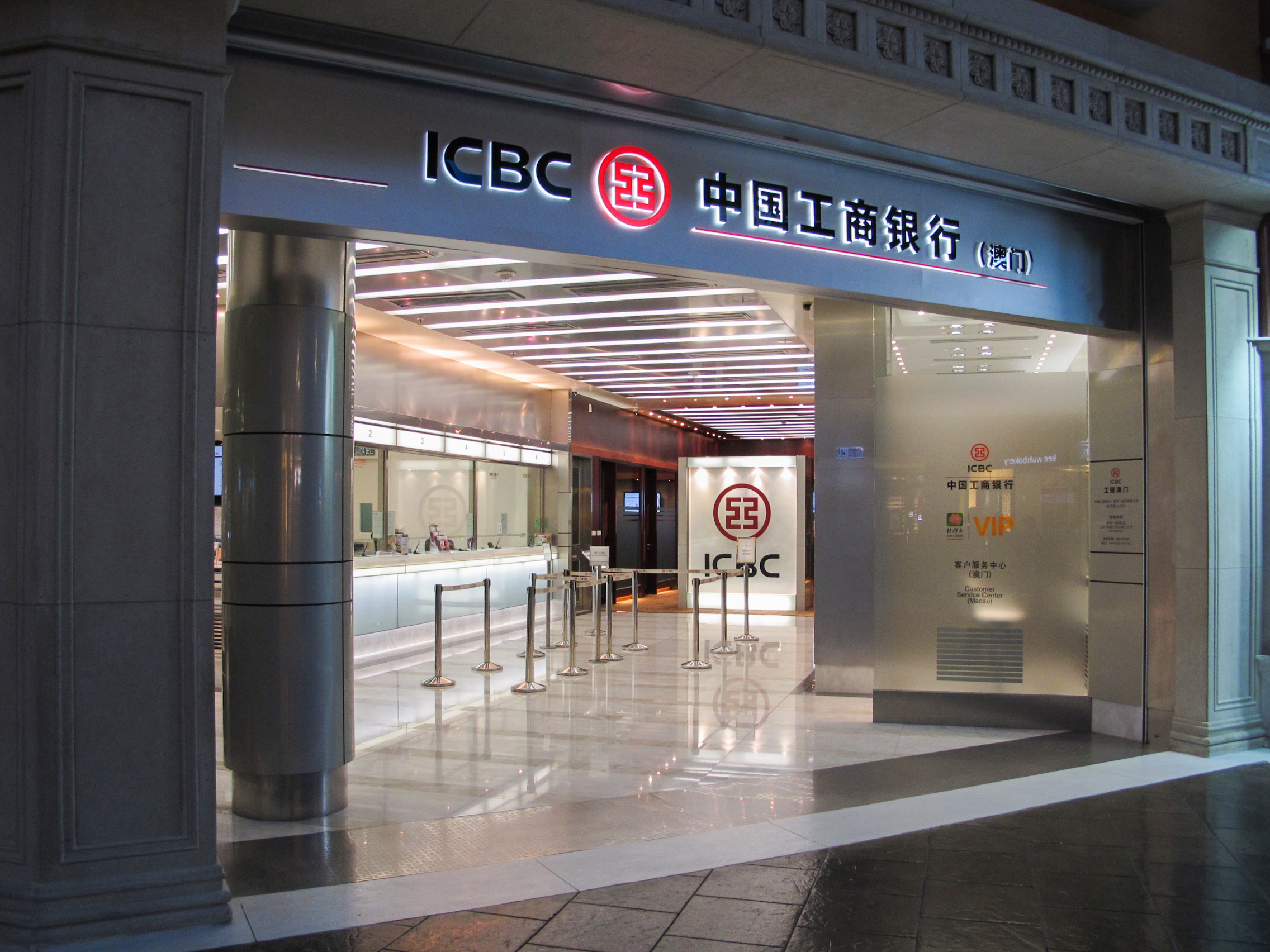
中国工商银行（澳门）在澳門威尼斯人的分行

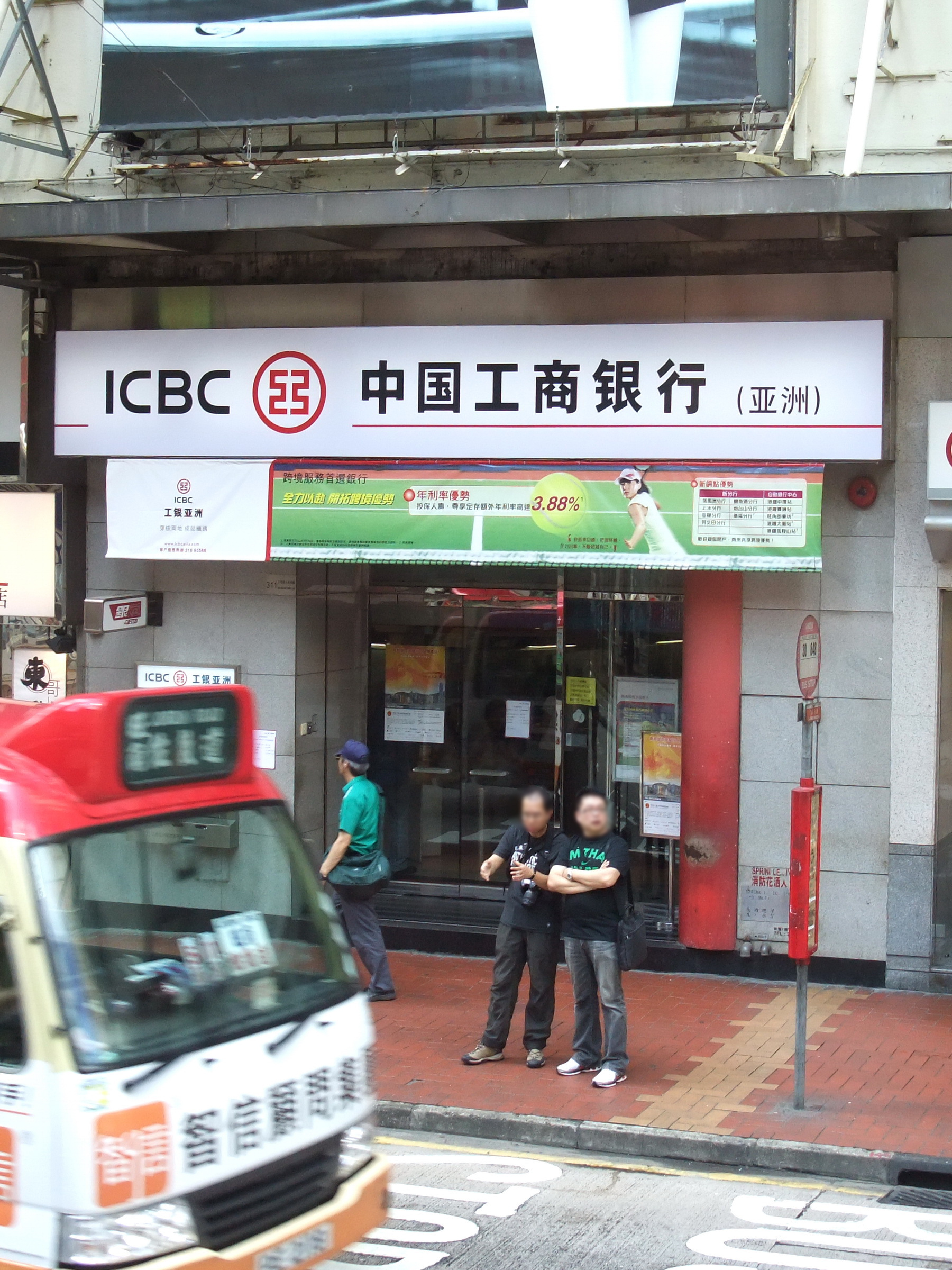
中國工商銀行之全資附屬公司中國工商銀行（亞洲）位於香港新界荃灣沙咀道的分行

1978年12月中国共产党召开十一届三中全会，开启了中国大陸金融体制的改革。之后各类金融机构的恢复建立和金融服务需求的多样化促使中華人民共和國國務院于1983年9月決定中國人民銀行將專門行使央行職責，並分離其儲蓄及信貸業務成立新銀行，於1984年1月，中国工商银行正式成立，注册资金208亿元，总资产3.333亿元。
1985年6月，中国工商银行成为国际储蓄银行协会正式会员。1986年7月，中国工商银行不再设立董事会，实行行长负责制。
1995年11月，中國工商銀行的香港代辦處升格為香港分行。
2006年10月27日，中国工商银行在上海证券交易所和香港交易所首次公开发行股票，融资额为219亿美元。工行上市後，成為上交所市值最大的股份公司，港交所第三大的股份公司，僅次於當時的滙豐控股和中國移動。上市當日即創下了港交所最大單日成交金額紀錄，達374億港元，打破了1998年政府入市時的滙豐控股的成交金額。當日香港主板總成交金額有760.18億港元，比同年中國銀行上市時更高，再創1998年政府入市以來的最高成交金額。
作为中国大陸规模最大的商业银行，2009年末工行总资产达117,850.53億元人民币。2003年英国《银行家》杂志按一级资本排序，中国工商银行名列全球1,000家大银行的第十六位。中国工商银行多次入围美国《财富》全球500强，2010年排名第87位，并被美国《远东经济评论》评为中国高质量产品（服务）十强。2009年末，中国工商银行总市值达到2,690亿美元，居全球上市银行之首；实现净利润1,293.50亿元人民币，蝉联全球最盈利银行。英国《银行家》杂志于2007年12月发布的第二届“中国银行业百强排行榜”中，中国工商银行以4,620.19亿元问鼎榜首同时获得2006年度“最佳交易奖”。
2005年4月18日，工商银行的股份制改革方案获批，并于2006年6月基本完成财务重组。2005年10月28日，中国工商银行正式整体改制为中国工商银行股份有限公司，注册资本为2480亿元，IPO之后中央匯金投資有限責任公司和财政部分别持有35.32%股权。姜建清任董事长、党委书记，杨凯生任行长、副董事长、党委副书记，王为强任监事长、党委副书记。香港前财政司司长梁锦松、高盛公司前总裁约翰·桑顿、美国伯克利加州大学经济系教授钱颖一出任独立董事。
2006年12月25日，受惠於內外資企業所得稅稅率將統一消息刺激，中國工商銀行在上交所上升9.9%並停板，總市值超過滙豐控股，成為全球市值第三高的銀行股。
2006年12月27日，中國工商銀行在港交所上升逾一成，根據英國《金融時報》網絡版報道，總市值超過美國銀行，成為全球市值第二高的銀行股，僅次於花旗銀行。
2007年2月9日，恒指服務有限公司宣佈工商銀行和中國人壽（2628）在3月12日納入恆生指數成份股。
2007年7月23日，路透社報道成為全球市值第一高銀行。市場價值達2,540億。同日美國花旗銀行（citigroup）市價2,533億。
2007年10月25日，中国工商银行宣佈動用56億美元，收購南非最大的銀行南非標準銀行兩成股權成為該行第一大股東。
2007年11月28日，中国工商银行在天津滨海新区注册成立工银金融租赁有限公司，是中国大陸首家银行背景的金融租赁公司。
2008年的金融海嘯全面爆發後，美資銀行股價暴跌，工行因而成為了全球市值最高的銀行。
2009年6月，中國工商銀行決定斥資8,025萬加元向東亞銀行收購加拿大東亞銀行70%股權，是次收購於2010年1月落實。

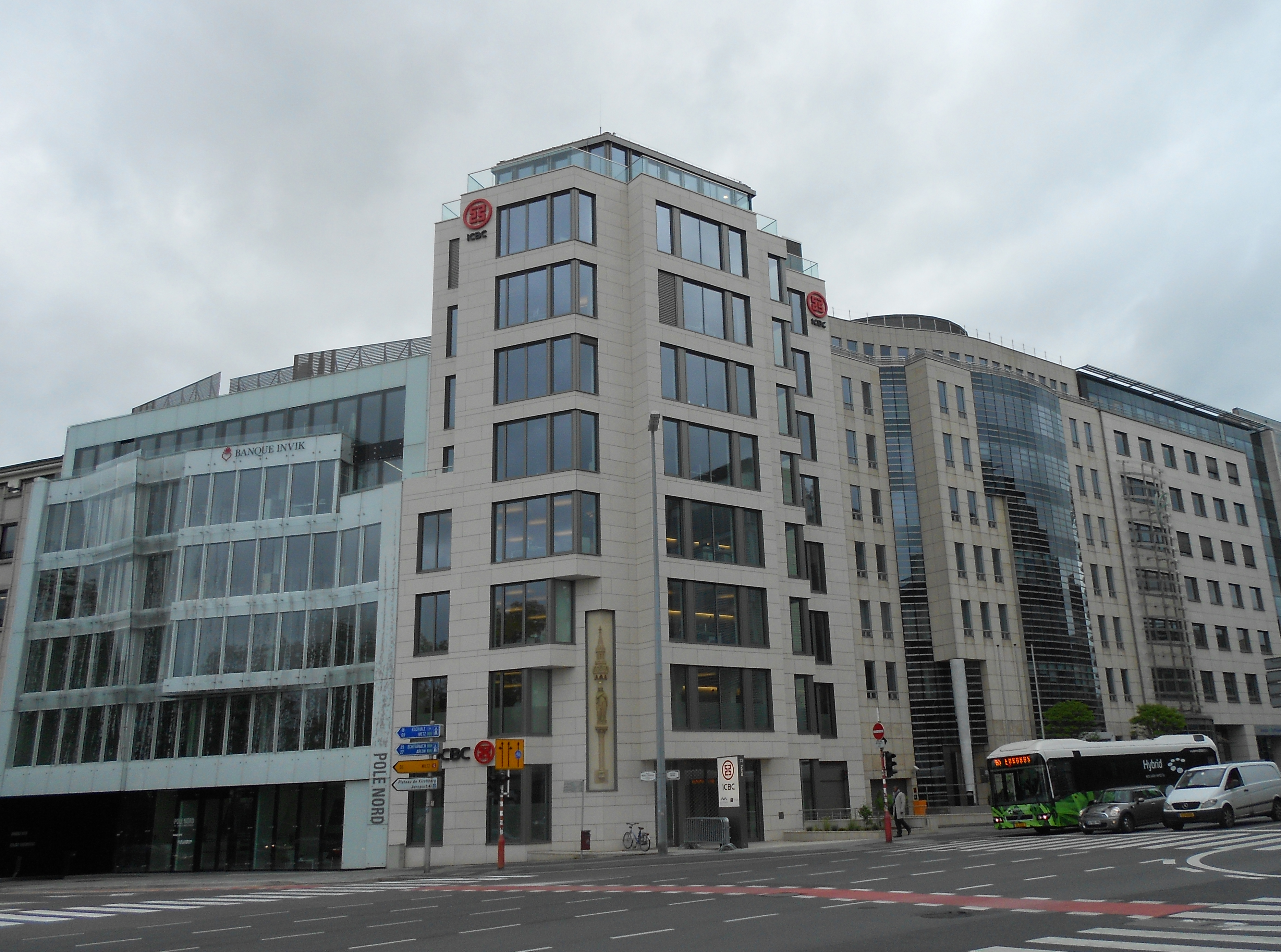
工银卢森堡

2010年2月24日截至去年底信用卡發卡量逾5,200萬張，年內增加33%至約1300萬張，連同其他銀行卡類，該行發卡量逾2.8億張。成為全球第4大信用卡發卡行。
2010年10月28日擬斥資12億元（人民幣）購入金盛人壽保險60％股權，成為控股股東。成立於1999年的金盛人壽，是大陸首家中、法合資的壽險公司，由安盛中國（AXA China）和中國五礦集團共同持有。工行是從兩者手上獲得股權，入主金盛人壽後，安盛和中國五礦的股權將分別降至27.5％和12.5％。

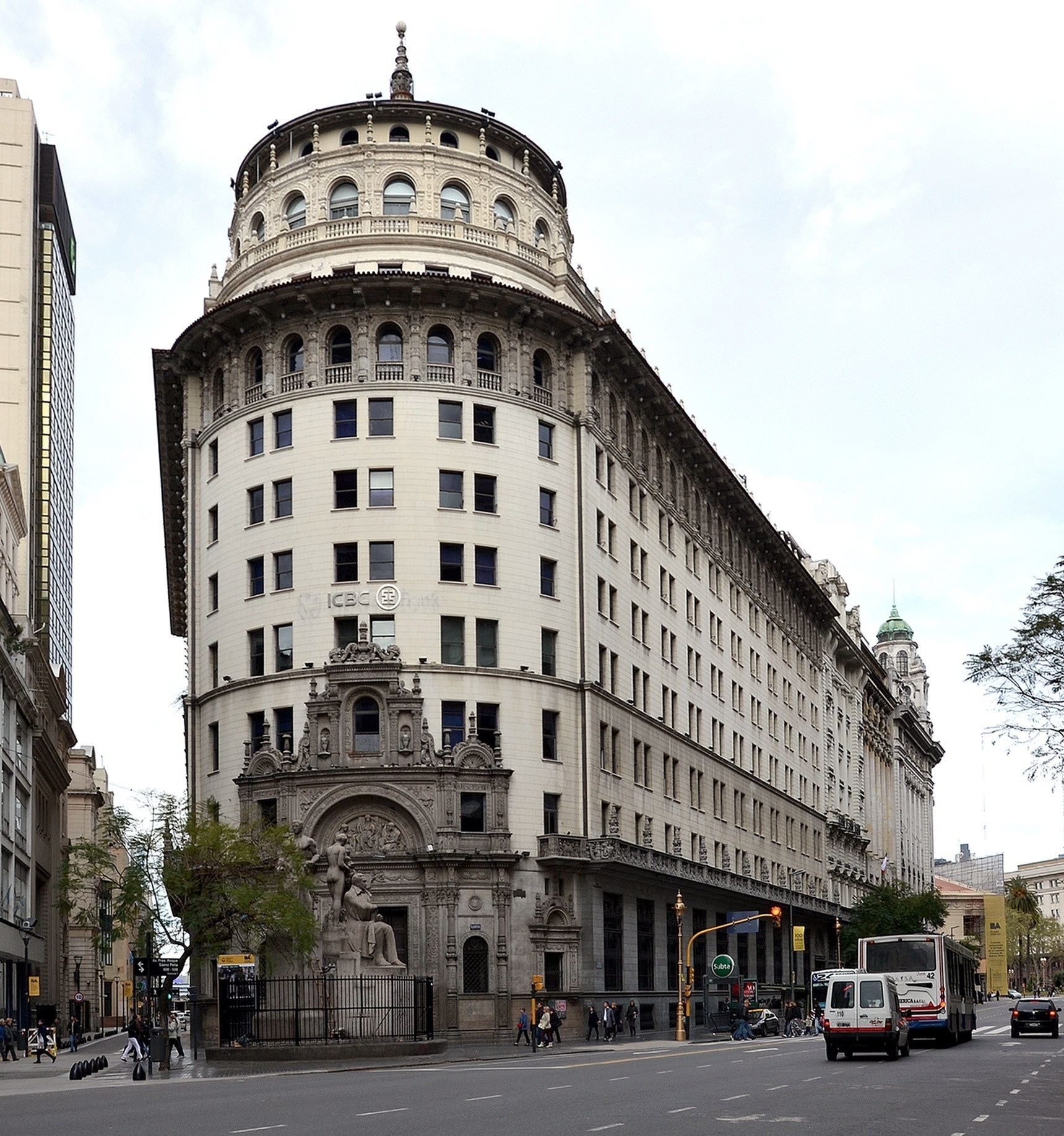
工银阿根廷总行

2011年8月5日斥資6億美元，相當於46.8億港元向南非標準銀行購入55%及向阿根廷兩大家族Werthein和Sielecki購入25%合共購入阿根廷標準銀行80%股權。阿根廷標準銀行於當地擁有103家分行，擁有全銀行牌照，完成交易後南非標準銀行仍持股20%。
2011年境外机构总资产1,247亿美元，税前利润从2009年的9亿美元增至2011年的14亿美元。
2012年1月再度斥資1.4億美元向東亞銀行收購美國東亞銀行80%股權。
2014年4月29日中国工商银行斥資6.7億元土耳其里拉（約等於3.16億美元）（約24.65億港元）向GSD控股公司收購土耳其Tekstilbank之75.5%股份。公司並已批准在適當時機，對剩餘上市股份發出強制收購要約。
2014年中国工商银行以1,487亿美元销售额，427亿美元利润登上福布斯2014年度全球企业2,000强名单的首位。
2017年10月10日，工商银行在美国休斯敦开设分支机构，成为第一家在休斯敦开设机构的中资银行。

## 业务
工商银行的业务范围为：
1. 公司金融业务：公司存贷款业务、普惠金融业务、机构金融业务、结算与现金管理业务、国际结算与贸易融资业务、投资银行业务
2. 个人金融业务：私人银行业务、银行卡业务
3. 资产管理业务：理财业务、资产托管业务、养老金业务
4. 金融市场业务：货币市场交易、投资业务、融资业务、代客资金交易、资产证券化业务、贵金属业务

## 企业文化
- 使命：提供卓越金融服务：服务客户、回报股东、成就员工、奉献社会。
- 愿景：建设最盈利、最优秀、最受尊重的国际一流现代金融企业。
- 价值观：工于至诚，行以致远。诚信、人本、稳健、创新、卓越。[21]

## 历任管理层
中国工商银行行长
- 陈立（1984年1月－1985年7月）
- 张肖（1985年7月－1997年1月）
- 刘廷焕（1997年1月－2000年2月）
- 姜建清（2000年2月－2005年10月）
- 杨凯生（2005年10月－2013年5月）
- 易会满（2013年5月－2016年9月）
- 谷澍（2016年9月－2021年1月）
- 廖林（2021年1月－2024年2月）

中国工商银行股份有限公司董事长
- 姜建清（2005年10月－2016年5月）
- 易会满（2016年9月－2019年1月）
- 陈四清（2019年4月－2024年2月）
- 廖林（2024年2月－）

## 下属机构
（以下只列出主要下属机构）

### 中国大陆
- 工银瑞信基金
- 工银金融租赁
- 工银安盛保险

### 港澳地区
- 中国工商银行（亚洲）
- 中国工商银行（澳门）
- 中国工商银行香港分行
- 中国工商银行澳门分行

### 海外
（以下只列出主要下属机构，部分机构不开展个人业务）

#### 东亚
- 中国工商银行东京分行
- 中国工商银行首尔分行

#### 东南亚
- 工银泰国
- 工银印度尼西亚
- 工银马来西亚
- 中国工商银行新加坡分行
- 中国工商银行河内分行
- 中国工商银行金边分行
- 中国工商银行万象分行
- 中国工商银行仰光分行

#### 欧洲
- 工银伦敦
- 工银欧洲
- 工银土耳其

#### 美洲
- 工银美国
- 工银加拿大
- 工银阿根廷

#### 大洋洲
- 工银新西兰

## 相关案件
- 2016年2月17日，西班牙警方以“涉及洗黑钱及税务欺诈”为名，突击搜查中国工商银行马德里分行，拘捕5名银行管理层人员。[22]

### 工商银行账户能源伪造证据事件
该事件起因为中国工商银行浙江台州椒江支行未履行相关义务，在对客户进行风险评估方面出现巨大过失，仅在2018年对客户进行一次风险评估，且风险评估有效期设置为3000年12月30日失效，未按照规定每年对客户进行风险评估。客户起诉至椒江区人民法院后，工商银行椒江支行行长陈怡利用私人关系，使前后两名法官临时中止审理案件，后交由椒江区人民法院副庭长陶英姿审理，审理过程中主审法官陶英姿将客户提供的证据全部排除，仅采用工商银行提供的证据，无视风险评估3000年有效的核心证据，判处工商银行不需承担任何责任。根据工商银行椒江支行行长陈怡透露，因中国国内类似事件较多，工商银行付出一定代价，将案件想方设法交由椒江支行行长陈怡的同学陶英姿来审理。
判决内容：中国工商银行账户能源，是中国工商银行为个人提供的，采取只计份额、不提取实物能源的方式，以人民币或美元买卖能源份额的投资交易产品。该产品与期货交易产品在交易场所、价格形成方式、交易双方、有无杠杆交易等方面存在本质的区别。同时，该产品不属于金融衍生产品，也有别于金融理财产品，因此，对于账户能源产品的交易规则不适用《金融机构衍生产品交易业务管理暂行办法》、《商业银行理财产品销售管理办法》、《期货交易管理条例》等制度，原告关于账户原油产品系非法期货交易产品的主张不成立。
北京高级人民法院裁定内容：关于反映的工行账户原油业务的交易协议、产品介绍、交易规则、交易事件、挂牌的原油期货交易品种、每个交易品种挂牌起始和结束事件等是否合规的问题。经核查，工行提供的账户原油交易协议、产品介绍、交易规则，以及交易事件、挂牌品种已通过工行网站等渠道告知客户，未发现相关内容存在不符合《银行业金融机构衍生产品交易业务管理暂行办法》（银监会2011年第1号令）之处。

### 美國子公司工銀金融遭駭
2023年11月9日，中國工商銀行的美國子公司工銀金融遭到國際駭客組織Lockbit的攻擊，使其交易中斷，Lockbit則在11月13日宣布已收到工商銀行提供的贖金，並恢復其系統運作。